# Acústico MTV (álbum de Titãs)
Acústico MTV é o segundo álbum ao vivo dos Titãs, lançado em 1997. Foi gravado nos dias 6 e 7 de março de 1997 no Teatro João Caetano, Rio de Janeiro, e transmitido pela MTV Brasil no dia 22 de maio daquele ano, rendendo um CD e um VHS, sendo posteriormente lançado em DVD em 2002. Atingiu a certificação de diamante, com mais de 1,7 milhão de vendas.
O álbum conta com as participações do argentino Fito Páez, Marisa Monte, o jamaicano Jimmy Cliff, e o ex-membro Arnaldo Antunes. Páez também participa da versão em vídeo de "Televisão", enquanto a versão em CD, gravada em estúdio, conta com a participação de Rita Lee e Roberto de Carvalho. O CD também conta com uma vinheta de "Cabeça Dinossauro" gravada por Marina Lima. Uma participação de Maria Bethânia em uma versão de "Miséria" também estava prevista antes da realização do show.

## Concepção
A banda inicialmente relutou em participar do projeto, oferecendo resistência a ele por entre três e quatro anos. Convencido pela gravadora e pela MTV, que enalteciam o sucesso do formato fora do Brasil, o grupo acabou aceitando, com a condição de que a apresentação fosse montada à maneira deles. A ideia era "radicalizar. Vamos fazer com orquestra, vamos sair do rock'n roll e fazer uma coisa totalmente diferente." O presidente da gravadora, André Midani, por sua vez, demonstrou ceticismo e questionou a capacidade do grupo de tocar "bossa nova" por ter "a essência de uma banda de punk rock".
O então vocalista e baixista Nando Reis acredita que o Acústico dos Titãs inaugurou a tendência de se ter convidados especiais em shows da série Acústico MTV. Para criar os arranjos de metais e sopros que integram o repertório, Jaques Morelenbaum foi chamado pelo grupo. O então septeto alugou uma casa na Granja Viana, onde o guitarrista Marcelo Fromer morava, para ensaiar.
O álbum marcou a volta da parceria da banda com o produtor Liminha, com quem haviam gravado até o Õ Blésq Blom. Eles já haviam se reaproximado na gravação do single "Pela Paz", que integrou uma campanha pelo desarmamento.
Apesar do sucesso de vendas e nas rádios que o disco acabou sendo, a banda descartou na época a ideia de que fosse um álbum produzido com interesses comerciais. Para eles, criar essas versões foi um desafio. Nas palavras do vocalista e baixista Nando Reis, "tivemos que provar que os Titãs podem ser diferentes dos Titãs e ainda ser tão bom quanto". Eles tinham medo de soarem "patéticos", mas ficaram felizes em ampliar o público e voltar a tocar nas rádios. Nando disse que o trabalho "foi um desafogo. É muito importante para uma banda desse porte ser popular. Nossa vocação não é ser underground. Não tenho vocação para tocar para meia dúzia de pessoas. Isso não significa mediocrizar o trabalho". O álbum também foi pensado como uma celebração dos 15 anos da banda, mais precisamente de seu primeiro show. Um ano depois, quando lançaram o sucessor Volume Dois, os membros admitiram que correram riscos ao transformar sucessos consagrados, chegando ao ponto de não se saber mais o que era composição e o que era arranjo.

## Turnê e divulgação
Para carregar todos os músicos do projeto de um show a outro, a banda viajava em dois ônibus. As últimas apresentações da turnê ocorreram no dia 4 e 5 de abril de 1998, no Olympia, São Paulo, por insistência dos fãs, pois a turnê deveria ter sido encerrada em 14 de março no Parque Ibirapuera, após 140 shows. Nessas últimas apresentações, a banda já começava a tocar sua versão de "É Preciso Saber Viver", sucesso do Volume Dois, que a banda já começava a conceber na época.
Em 2019, em meio à turnê Titãs Trio Acústico, que celebrava os 20 anos do disco, Sérgio Britto disse que a banda ficou surpresa na época com o sucesso do projeto: "Muita gente apostava nessa ideia de que as nossas canções iam render, enquanto outras achavam que não ia combinar. A gente mesmo tinha uma certa dúvida. (...) Mesmo assim, sinto que quando o disco saiu a gente se surpreendeu com a rapidez e com o alcance que ele teve em termos de popularidade. Nosso público deu uma renovada radical. A gente começou a tocar para gente muito nova e para um número maior de mulheres. Talvez fôssemos o grupo mais popular daquele ano, levando em conta todos os gêneros."

## Informações das faixas
O álbum contém faixas retiradas de todos os discos da banda até então, com exceção de Tudo ao Mesmo Tempo Agora, de 1991 (representado apenas por uma menção à letra de "Eu Não Sei Fazer Música" durante "32 Dentes"), e Domingo, de 1995. Outras quatro canções inéditas também foram incluídas: "Os Cegos do Castelo", "Nem 5 Minutos Guardados", "A Melhor Forma" e "Não Vou Lutar", sendo cada uma cantada por um dos quatro vocalistas que constavam na formação da época (respectivamente, Nando Reis, Sérgio Britto, Branco Mello e Paulo Miklos). "A Melhor Forma", "Nem 5 Minutos Guardados" e "Não Vou Lutar" já haviam sido compostas no passado (as duas primeiras para o Õ Blésq Blom) e foram resgatadas para o lançamento.
Originalmente, apenas uma inédita apareceria e a banda elegeu "Os Cegos do Castelo"; mais tarde, Nando disse que isso gerou certo desconforto no resto da banda (especialmente com Branco Mello e Sérgio Britto) e eles decidiram incluir uma canção para cada cantor da banda. Originalmente, a convidada Marisa Monte havia sido escalada para cantar em "Os Cegos do Castelo" e isto chegou a ser gravado, mas ela acabou saindo como participante de "Flores". "Os Cegos do Castelo" estava escalada para ser o terceiro single do disco, depois de "Pra Dizer Adeus" e "Flores", mas a rádio 89 FM colocou "Nem 5 Minutos Guardados" para tocar, e aí a gravadora decidiu deixar "Cegos" como a quarta música de trabalho. A cantora Maria Bethânia foi convidada para cantar "Miséria", mas acabou cancelando sua participação.
"Go Back" aparece no álbum em uma versão em espanhol feita por Martin Cardoso para Os Paralamas do Sucesso e à qual Sérgio Britto adicionou versos de Pablo Neruda. Britto fez algo parecido em "Homem Primata", desta vez com versos de Bob Marley. A versão de "Pra Dizer Adeus" foi a faixa escolhida para tocar nas rádios. Nos primeiros shows (incluindo os que foram gravados para o lançamento), "Bichos Escrotos" e "Polícia" consistiam apenas em rápidas vinhetas cantadas praticamente a cappella pela banda com a plateia, mas eventualmente elas acabaram ganhando versões completas.

## Recepção

### Recepção da crítica
| Críticas profissionais | Críticas profissionais |
| Avaliações da crítica  | Avaliações da crítica  |
| Fonte                  | Avaliação              |
| ---------------------- | ---------------------- |
| All Music Guide        | [ 18 ]                 |
| Folha de S.Paulo       | Favorável              |
| Folha de S.Paulo       | Favorável              |
| Folha de S.Paulo       | Desfavorável           |

O álbum polarizou críticos dentro da Folha de S.Paulo. Luiz Antônio Ryff considerou o trabalho "ótimo" e que a versão em CD conseguiu "preservar a energia do show e ressaltar as qualidades da apresentação da banda. Talvez a mais importante delas seja provar que não é preciso acoplar guitarras elétricas em paredões de amplificadores para fazer um show vigoroso." Ele também considerou que algumas faixas ganharam versões melhores que as originais e que "mesmo quando há improvisos o resultado é bom". Contudo, alguns meses mais tarde, ele consideraria os shows acústicos d'Os Paralamas do Sucesso melhores - a banda só lançaria seu Acústico MTV em 1999.
Marcos Augusto Gonçalves disse que o trabalho "ressuscitou" a banda que "mergulhava numa crise que poderia tê-la liquidado". "Mais maduros, mais relaxados com a liberdade individual adquirida nos últimos anos e dispostos a escapar do beco em que se metiam, os sete componentes do grupo -que já haviam tentado com "Domingo" um trabalho mais eclético- encontraram na fórmula 'unplugged' a saída para a encruzilhada.
Por outro lado, Pedro Alexandre Sanches considerou Acústico MTV uma pura jogada comercial. Chamou de "ilógico" despir "Polícia", "Cabeça Dinossauro" e "Homem Primata" de sua agressividade em favor "da cafonice de cordas que assola a MPB" e aceitar bem as regravações de "Go Back" e "Comida" cantadas de forma ruim por "cantores (...) tão pouco dispostos a se aprimorarem". Também criticou a versão de "Go Back" por ter transformado o poema de Torquato Neto "em espanhol mal pronunciado e mal cantado, utilizando, uma vez mais, o bobo alegre Fito Paez como pretexto de congraçamento transnacional".
Álvaro Pereira Júnior rechaçou o disco e o considerou "o pior de 1997". Ele disse: "Dilemas pseudo-existenciais, cabecismo, arranjos 'profundos'. Os piores defeitos que podem acometer uma banda de rock aparecem em doses cavalares. (...) Os Titãs são uma banda de mentira, os herdeiros diretos da afetação e do conformismo, combustível desse monstro que domina a música brasileira, o establishment caetânico. Já mudaram de estilo zilhões de vezes (curiosamente, sempre embarcando no que está na moda) e fazem pose séria, na melhor escola Herbert Vianna de pretensão".
Ele já havia demonstrado insatisfação com o trabalho num texto de junho de 1997, no qual o acusava de ser "artificial" e comparava os Titãs aos pagodeiros do Negritude Júnior, afirmando que estes tinham mais atitude rock and roll que aqueles. Ele disse ainda: "Já analisando a trajetória dos Titãs (chato falar deles de novo, mas esse disco "unplugged" é de uma ruindade abismal, fica difícil fugir), vemos uma banda sempre tentando ser o que não é. Criados à base de musiquinha contemplativa caetânica, já se meteram a new wave, grunge, cabeça, punk e só agora, finalmente, abraçam claramente a MPB pretensiosa que os moldou".
Em uma votação envolvendo 870 leitores da Folha, contudo, a maioria elegeu o álbum, o show e a banda como os melhores do ano. "Prá Dizer Adeus" também foi eleita a melhor canção.
Em agosto de 2018, Lucas Brêda, da revista Vice, elegeu o Acústico dos Titãs como o pior Acústico MTV numa lista com 31 dos 33 discos do projeto lançados no Brasil.

### Recepção comercial
O álbum vendeu 180 mil cópias em menos de um mês, 500 mil até 18 de agosto de 1997 e três dias depois já era o álbum mais vendido da carreira deles, com 700 mil cópias. Em outubro de 1997, a marca de um milhão havia sido batida. Eventualmente, culminou na certificação de diamante, com mais de 1,7 milhão de vendas - número que bateu a meta da gravadora WEA (um milhão de cópias), mas não a previsão do empresário Manoel Poladian, que apostava em 3 milhões. É o segundo disco mais vendido da série Acústico MTV, atrás apenas do lançamento do Kid Abelha.

#### Certificações
| Ano  | Vendagem      | Certificação   |
| ---- | ------------- | -------------- |
| 1997 | ca. 1.700.000 | ABPD: Diamante |

## Faixas

### CD
| N.º            | Título | Compositor(es)                                  | Vocais principais                  | Duração  |  |
| 1.             | "Comida (Jesus Não Tem Dentes no País dos Banguelas, 1987)"                                                        | Arnaldo Antunes, Marcelo Fromer, Sérgio Britto  | Paulo Miklos                       | 5:22     |  |
| 2.             | "Go Back (Titãs, 1984; versão em espanhol inédita)" (Contém trecho do poema "Farewell y Solosos", de Pablo Neruda) | Sérgio, Torquato Neto (versão: Martin Cardoso)  | Sérgio, Fito Páez (part.)          | 3:50     |  |
| 3.             | "Pra Dizer Adeus (Televisão, 1985)"                                                                                | Tony Bellotto, Nando Reis                       | Paulo                              | 3:42     |  |
| 4.             | "Família (Cabeça Dinossauro, 1986)"                                                                                | Arnaldo, Tony                                   | Nando Reis                         | 3:38     |  |
| 5.             | "Os Cegos do Castelo (inédita)"                                                                                    | Nando                                           | Nando                              | 4:50     |  |
| 6.             | "O Pulso (Õ Blésq Blom, 1989)"                                                                                     | Arnaldo, Marcelo, Tony                          | Arnaldo (part.)                    | 3:19     |  |
| 7.             | "Marvin (Titãs, 1984)"                                                                                             | R. Dunbar, G N. Johnson (versão: Sérgio, Nando) | Nando                              | 4:24     |  |
| 8.             | "Nem 5 Minutos Guardados (inédita)"                                                                                | Sérgio, Marcelo                                 | Sérgio                             | 4:05     |  |
| 9.             | "Flores (Õ Blésq Blom, 1989)"                                                                                      | Charles Gavin, Tony, Paulo Miklos, Sérgio       | Branco Mello, Marisa Monte (part.) | 3:35     |  |
| 10.            | "Palavras (Õ Blésq Blom, 1989)"                                                                                    | Sérgio, Marcelo                                 | Sérgio                             | 2:38     |  |
| 11.            | "Hereditário (Titanomaquia, 1993)"                                                                                 | Titãs & Arnaldo                                 | Nando                              | 2:31     |  |
| 12.            | "A Melhor Forma (inédita)"                                                                                         | Sérgio, Paulo, Branco Mello                     | Branco                             | 3:11     |  |
| 13.            | "Cabeça Dinossauro (vinheta) (Cabeça Dinossauro, 1986)"                                                            | Arnaldo, Paulo, Branco                          | Marina Lima (part.)                | 0:37     |  |
| 14.            | "32 Dentes (Õ Blésq Blom, 1989)" (Contém trecho de "Eu Não Sei Fazer Música" ('Tudo Ao Mesmo Tempo Agora, 1991))   | Branco, Marcelo, Sérgio                         | Branco                             | 3:04     |  |
| 15.            | "Bichos Escrotos (Cabeça Dinossauro, 1986)"                                                                        | Arnaldo, Sérgio, Nando                          | Paulo                              | 1:44     |  |
| 16.            | "Não Vou Lutar (inédita)"                                                                                          | Paulo, Sérgio                                   | Paulo                              | 3:09     |  |
| 17.            | "Homem Primata (vinheta)"                                                                                          | Sérgio, Marcelo, Nando, Ciro Pessoa             | Sérgio                             | 0:34     |  |
| 18.            | "Homem Primata (Cabeça Dinossauro, 1986)"                                                                          | Sérgio, Marcelo, Nando, Ciro                    | Sérgio                             | 3:18     |  |
| 19.            | "Polícia (vinheta) (Cabeça Dinossauro, 1986)"                                                                      | Tony                                            | Sérgio                             | 3:32     |  |
| 20.            | "Querem Meu Sangue / The Harder They Come (Titãs, 1984)"                                                           | Jimmy Cliff (versão: Nando)                     | Nando, Jimmy (part.)               | 3:32     |  |
| 21.            | "Diversão (Jesus não Tem Dentes no País dos Banguelas, 1987)"                                                      | Sérgio, Nando                                   | Paulo                              | 4:41     |  |
| 22.            | "Televisão (Televisão, 1985)"                                                                                      | Arnaldo, Marcelo, Tony                          | Branco, Rita Lee (part.)           | 4:53     |  |
| Duração total: | Duração total: | Duração total:                                  | Duração total:                     | 01:11:40 |  |

### VHS/DVD
1. "Televisão"
2. "Go Back" (part. Fito Páez)
3. "Família"
4. "Pra Dizer Adeus"
5. "Comida"
6. "Os Cegos do Castelo"
7. "O Pulso" (part. Arnaldo Antunes)
8. "Bichos Escrotos"
9. "A Melhor Forma"
10. "Marvin"
11. "Nem 5 Minutos Guardados"
12. "Palavras"
13. "Hereditário"
14. "Flores" (part. Marisa Monte)
15. "32 Dentes"
16. "Não Vou Lutar"
17. "Homem Primata"
18. "Querem Meu Sangue (The Harder They Come)" (part. Jimmy Cliff)
19. "Diversão"

## Créditos

### Titãs
Créditos adaptados do encarte:
- Branco Mello: voz ("Flores", "A Melhor Forma", "32 Dentes" e "Televisão")
- Paulo Miklos: voz ("Comida", "Pra Dizer Adeus", "Bichos Escrotos", "Não Vou Lutar" e "Diversão"), bandolim
- Sérgio Britto: voz ("Go Back", "Nem 5 Minutos Guardados", "Palavras", "Homem Primata" e "Polícia"), piano, órgão Hammond
- Nando Reis: voz ("Família", "Os Cegos do Castelo", "Marvin", "Hereditário" e "Querem Meu Sangue"), baixo, violão ("Os Cegos do Castelo")
- Marcelo Fromer: violão
- Tony Bellotto: violões de 6 e de 12 cordas, dobro e slide guitar
- Charles Gavin: bateria

### Participações especiais
- Arnaldo Antunes: vocal ("O Pulso")
- Marisa Monte: vocal ("Flores")
- Jimmy Cliff: vocal em ("Querem Meu Sangue")
- Fito Paez: vocal ("Go Back"), piano ("Televisão", versão em VHS/DVD)
- Marina Lima: vocal (vinheta de "Cabeça Dinossauro")
- Rita Lee: voz em "Televisão" (versão em CD)
- Roberto de Carvalho: piano ("Televisão", versão em CD)

### Músicos de apoio
- Liminha: violão, baixolão ("Os Cegos do Castelo")
- Marcos Suzano: percussão
- Antonella "Fievel" Pareschi: violino
- Mariana "Rapunzel" Salles: violino
- Cassia Passarotto: violoncelo
- Maria Flávia Martins: violoncelo
- Cristina Braga: harpa
- Flavio de Mello: trompete
- Vittor Santos: trombone
- Phillip Doyle: trompa
- José Canuto: sax-alto e flauta
- Marcelo Martins: sax-tenor e flauta
- Eduardo Morelenbaum: clarone
- Paschoal Perrota: arregimentação